# Brookmans Park
Brookmans Park est un village du Hertfordshire en Angleterre.
Il s'y trouve la Brookmans Park transmitting station (en), un émetteur radio moyenne fréquence.